# سد طبقه
سد طبقه (به عربی: سد الطبقة) یک سد خاکی و نیروگاه برقابی در سوریه است که در رقه (سوریه) واقع شده‌است.